# 尼基福羅韋
尼基福羅韋（烏克蘭語：Никифорове），是烏克蘭東部頓涅茨克州霍尔利夫卡区斯尼日内市镇内的市級鎮。距離頓涅茨克76公里，海拔高度224米，2011年該市級鎮人口382。